# Ференц, Карой
Карой Ференц (венг. Ferencz Károly; 14 октября 1911 — 21 июня 1984) — венгерский борец, призёр Олимпийских игр.

## Биография
Родился в Будапеште. В 1933 году принял участие в чемпионате Европы по греко-римской борьбе, и занял там 5-е место. В 1936 и 1939 годах становился чемпионом Венгрии по греко-римской борьбе, в 1935, 1936, 1947, 1938, 1940, 1941, 1942, 1945 и 1946 был чемпионом Венгрии по вольной борьбе. В 1948 году принял участие в Олимпийских играх в Лондоне и завоевал бронзовую медаль по правилам греко-римской борьбы.